# 吴先民
吴先民（1905年9月2日—1932年12月11日），曾用名薛子廷，中国江西省横峰县人，中国工农红军将领。
吴1919年入南昌大同中学求学，1926年加入中国共产党，曾率领本县农民武装协助国民革命军进行北伐战争。1927年四一二事变后，吴率当地农民武装坚持反对当地国民政府政权，当年底协助方志敏组织了弋横暴动，创建了闽浙赣苏区。
1930年10月，闽浙赣当地武装被改编为红十军，吴担任政治部主任、代理政委。红十军被调往中央苏区后，吴在当地重新又组织队伍，1932年又创建了赤色警卫师，任政委。
1932年底，中共中央派遣曾洪易前来闽浙赣苏区进行反AB团运动，吴被打击成反革命分子，于12月11日被枪决。直到1945年中共七大召开时，吴方得以被平反。